# Limnephilus flavicornis
Limnephilus flavicornis is een schietmot uit de familie Limnephilidae. 
L. flavicornis  is een van de meest voorkomende soorten uit de familie en is veelal te vinden in de buurt van
stilstaand water, van mei tot oktober. De soort werd voor het eerst wetenschappelijk beschreven door Johann Christian Fabricius.

## Uiterlijk
Een volwassen L. flavicornis heeft een geelbruine basiskleur en een grijzig borststuk. De vleugels zijn licht grijsbruin en donker gevlekt en aan de top schuin aflopend. In rust worden de voorvleugels als dakje over het lichaam gevouwen. De soort kan een lengte van 1.5 cm en een spanwijdte van 2.5 tot 3 cm bereiken. De antennes zijn even lang als het lichaam.
De larven (kokerjuffers) van deze schietmot bereiken een grootte van ongeveer 2,5 cm, ze leven in zoet tot brak water, in het ondiepe gedeelte van meren, kleine plassen en moerassen. De kokers van de larven zijn samengesteld uit plantaardig afval en vaak bestaan ze ook uit de huisjes van in het water levende slakken, soms worden zelfs levende weekdieren verwerkt.

## Verspreidingsgebied
De soort komt voor in het Palearctisch gebied en in Nederland en België komt de soort overal algemeen voor.

## Afbeeldingen

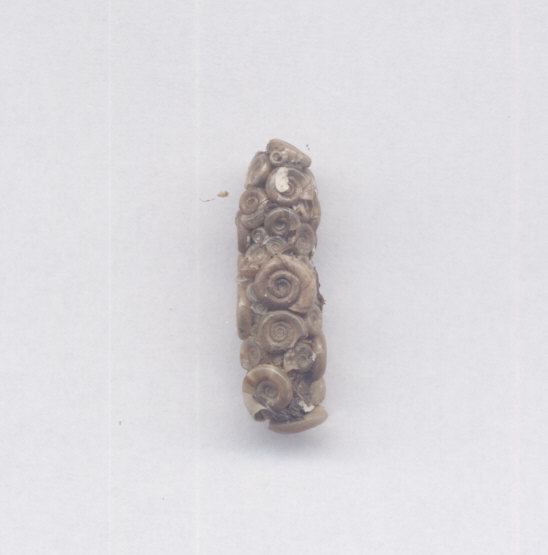
koker gemaakt van slakkenhuisjes
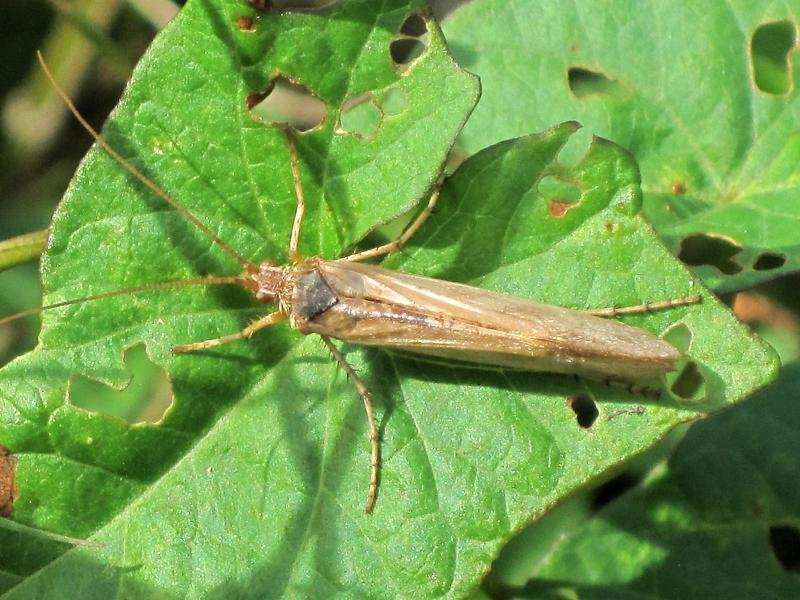
van boven gezien
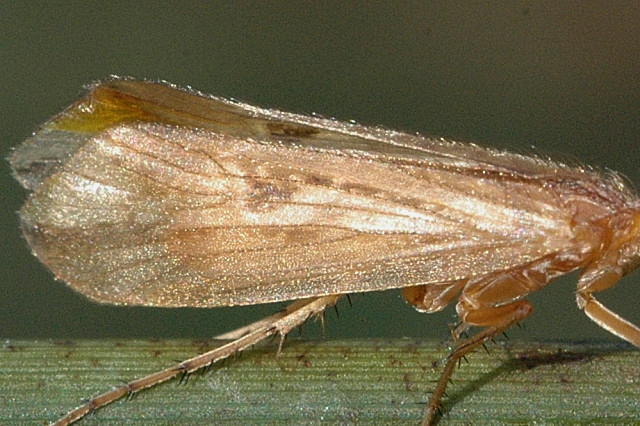
detail vleugels